# 伊斯兰宗教家园复兴会
伊斯兰宗教家园复兴会，是一个伊斯兰教群众组织，成立于2021年3月23日。该组织由莫哈末再努·马吉迪建立。现在已成为西努沙登加拉省最大的群众组织。该组织分裂自家园复兴会（另译“民族崛起”组织）。